# Varun Aaron
Varun Raymond Aaron (Hindi वरुण रेमंड आरोन; * 29. Oktober 1989 in Jamshedpur, Indien) ist ein indischer Cricketspieler, der zwischen 2011 und 2015 für die indische Nationalmannschaft spielte.

## Kindheit und Ausbildung
Aaron wurde als 15-jähriger von einem Talentsucher entdeckt und war danach Teil der MRF Pace Academy in Chennai.

## Aktive Karriere
Aaron gab sein First-Class-Debüt für Jharkhand in der Saison 2008/09. Nach seinem Debüt erlitt er zwei Stressfrakturen im Rücken, was ihn zurückwarf. In der Vijay Hazare Trophy 2010/11 erregte er im Finale aufsehen mit seinen schnellen Bällen. Dies führte ihn in die indische Nachwuchsmannschaft und eine erste Nominierung für die Tour in England in der Saison 2011, wo er jedoch nicht zum Einsatz kam. Dies änderte sich im Oktober 2011, als er ebenfalls gegen England sein ODI-Debüt gab und dabei drei Wickets (3/24) erzielte. Bei der folgenden Tour gegen die West Indies gab er auch sein Test-Debüt und erreichte auch hier drei Wickets (3/106). Am Ende des Jahres verletzte er sich jedoch erneut am Rücken. Dies sorgte dafür, dass er mehrere Monate aussetzen musste und als es schien er könnte zurückkommen, brach die Verletzung wieder auf. Erst im Jahr 2014 kam er wieder zurück ins Team. In der Saison 2014 erzielte er in England drei Wickets (3/97) im vierten Test. Auch spielte er einige Spiele für Durham im nationalen englischen Cricket. Doch erlitt er im November 2014 eine Beinverletzung. Er verpasste dann den Sprung in den Kader für den Cricket World Cup 2015 und spielte in der Folge noch vereinzelte Tests, bevor er seinen Letzten Einsatz in der Nationalmannschaft im November 2015 gegen Südafrika hatte. In der Saison 2018 spielte er für eine Saison für Leicestershire im nationalen englischen Cricket. Nach der Ranji Trophy 2023/24 trat er von den längeren Formaten zurück.